# Aronia
Aronia és un gènere de plantes amb flors de la família rosàcia amb dues o tres espècies d'arbusts caducifolis originaris de l'est de Nord-amèrica es troben en boscos humits i zones pantanoses. Es cultiven com plantes ornamentals i també per tenir un pigment antioxidant com els antocians. Els fruits són astringents i no són comestibles crus. Se'n fa melmelades, xarops i infusions. Els ocells dispersen les llavors.

## Descripció

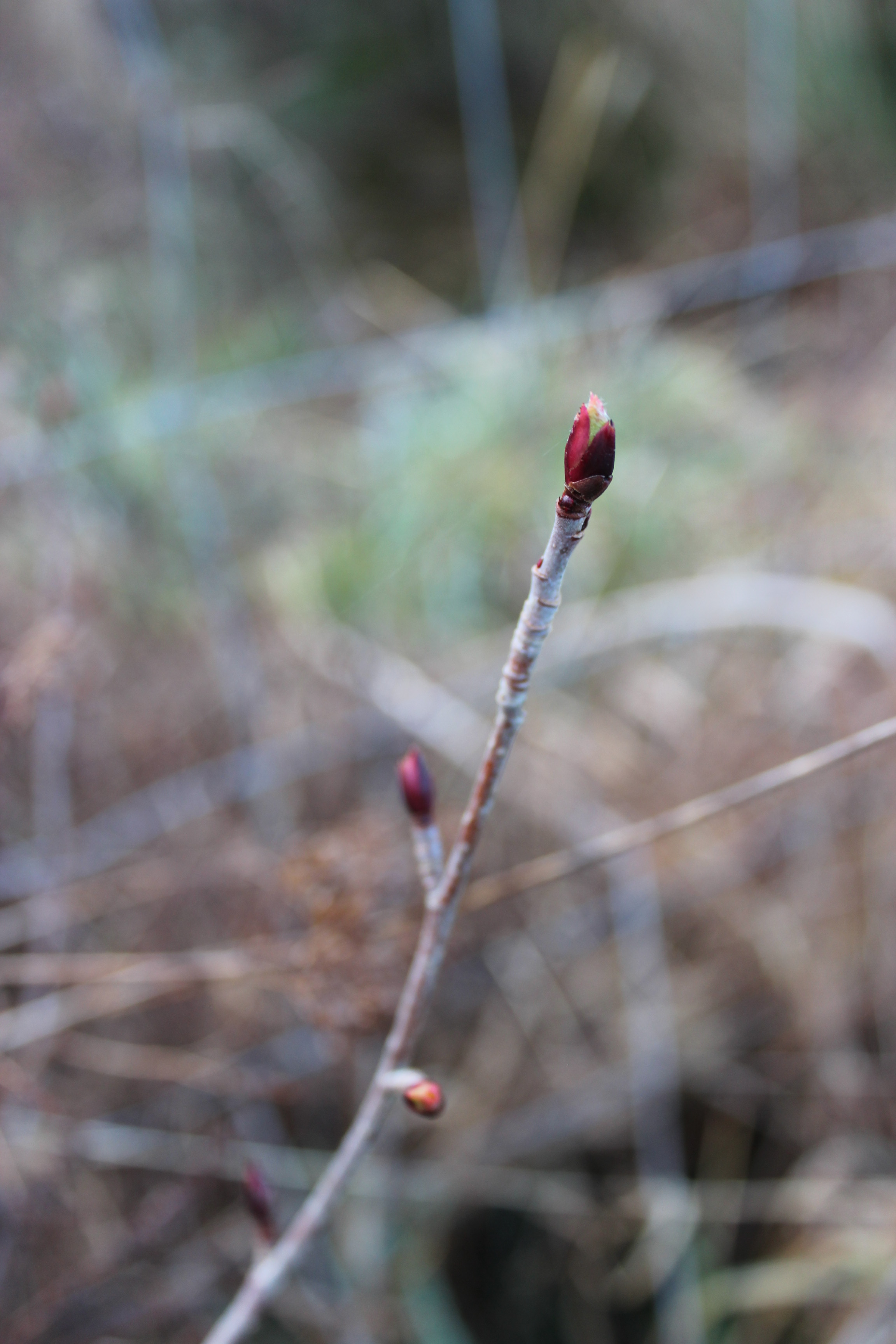
Aronia - Gemma

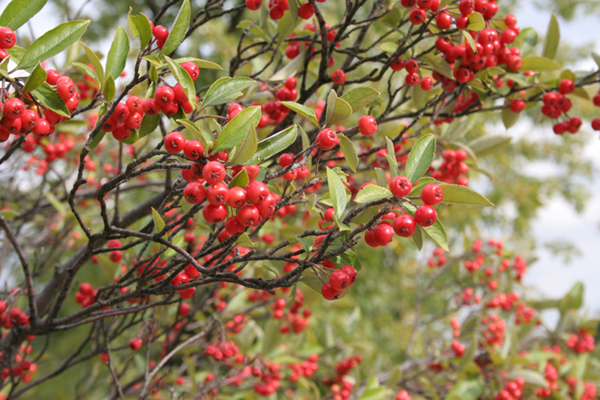
Aronia arbutifolia

Fulles alternades, simples i oblanceolades amb marges crenats. Flors petites en corimbes. Fruit un pom petit. Aronia s'ha vist molt pròxima a Photinia.